# Isle of Man TT
Isle of Man TT (Гонки ТТ, Isle of Man Tourist Trophy, Турист Трофи) — мотоциклетные гонки, которые ежегодно проходят на острове Мэн в Ирландском море, многие годы считавшиеся самыми престижными мотогонками в мире.

## История
Isle of Man TT была одним из этапов Чемпионата мира по шоссейно-кольцевым мотогонкам с 1949 по 1976 год. Из-за чрезвычайной опасности трассы после 1976 года этап был перенесён в Великобританию, в 1977 году здесь проходил Мото Гран-при Великобритании под управлением Международной мотоциклетной федерации. Для того, чтобы сохранить свой статус, гонки Isle of Man TT стали частью чемпионата Формулы TT с 1977 по 1990 год. С 1989 года они проводятся под управлением Департамента туризма острова Мэн в виде фестиваля Isle of Man TT.